# Батчи
Ба́тчи (бел. Батчы) — агрогородок в Кобринском районе Брестской области Белоруссии. Входит в состав Батчинского сельсовета.
По данным на 1 января 2016 года население составило 636 человек в 202 домохозяйствах.
В агрогородке расположены два магазина, почтовое отделение, средняя школа, дом культуры, библиотека и фельдшерско-акушерский пункт.

## География
Агрогородок расположен в 12 км к северо-западу от города и станции Кобрин, 2 км от остановочного пункта Черевачицы и в 47 км к востоку от Бреста, у автодороги Р104 Кобрин-Жабинка.
На 2012 год площадь населённого пункта составила 2,17 км² (217 га).

## История
Населённый пункт известен с XVI века. В разное время население составляло:
- 1999 год: 145 хозяйств, 411 человек;
- 2005 год: 154 хозяйства, 466 человек;
- 2009 год: 551 человек;
- 2016 год[2]: 202 хозяйства, 636 человек;
- 2019 год[1]: 524 человека.